# Choriocarcinome
 Mise en garde médicale
Le choriocarcinome est un type de tumeur maligne du trophoblaste, généralement du placenta. Il est caractérisé par une dissémination hématogène précoce vers les poumons. Il est aussi classé comme tumeur germinale et peut se développer dans les ovaires ou les testicules. 